# Лашманы
Лашманы (Laschmann, от н.-нем. laschen — обрубать, отесывать, обделывать и Mann — человек) — бывшие служилые татары (в основной своей массе), участвующие в заготовке корабельного леса для постройки флота России.
Указом 31 января (11 февраля) 1718 года повелено: в Казанской, Воронежской и Нижегородской губерниях и Симбирском уезде, для работ по вырубке и доставке корабельных лесов, брать служилых мурз, татар, мордву и чуваш без всякой платы, а с тех из них, которые живут слишком далеко от лесных дач, собирать деньги для найма вольных рабочих.
Так образовалось особое сословие «лашманов», которые сильно тяготились возложенными на них натуральными повинностями, заставлявшими их отлучаться из дома за 300—500 верст.

## История
В начале царствования Петра Великого заготовка корабельного леса в Азовской и Казанской губернии и доставка его в адмиралтейства производилась на счет денежной повинности «с уездных людей Казанской губернии».
В 1774 году была назначена плата пешим лашманам по 10 копеек в сутки, а конным по 16 (с 1782 года — по 20 копеек). В 1799 году установлены подробные правила о заготовлении лашманами корабельных лесов. К концу XVIII века лашманов было до 609 тысяч, а в 1817 году — уже 943 тысячи, что значительно превосходило имевшуюся в них потребность. При преобразовании (в том же году) управления корабельными лесами признано возможным избавить от лашманской повинности татар, живущих вдали мест заготовок корабельного леса, и ограничить состав лашманов 120 тысячами душ, с назначением ежегодно на работу по 8000 человек. На лашманов возложили обязанность заготовлять в губерниях низового округа корабельных лесов — Казанской, Нижегородской, Вятской, Оренбургской, Симбирской, Пензенской, Тамбовской и Саратовской — кроме мачтовых, до 28 тысяч дубовых деревьев. За исполнение этой повинности лашманов освобождали от поставки рекрутов, а также платили им заработную плату. В 1767 и 1832 гг. проводились попытки возложить на лашманов охрану казённых лесов.
После передачи в 1859 году корабельных лесов из морского министерства в министерство государственных имуществ лашманов обратили в общий разряд государственных крестьян.

## Национальный состав
Когда Пётр I в 1718 году издал Указ о закладке в Казани верфи по строительству кораблей для Каспийского флота, все последовавшие за ним тяготы и лишения легли на плечи, в первую очередь, бывших служилых татар.
Вместе с тем постановлено было набрать до 300 человек плотников, кузнецов, пильщиков и бочаров из русских сел и волостей тех же губерний (кроме Воронежской), зачислить их в рекруты и поселить особыми селениями, с возложением на них обязанности заготовлять корабельный лес для флота.
За крещёных односельчан эту повинность выполняли некрещёные. Когда же в 1740—1750 годах почти все черемисы, чуваши, мордва, удмурты приняли христианство, то лашманская повинность уже полностью досталась татарам. Так, если в 1747 году из прикрепленных к адмиралтейству 44 739 крестьян более 37 тысяч составляли татары, то в 1767 году из 66 151 лашмана 45 146 человек были татарами.

## Минусы
Столетние дубы и сосны, пригодные для строительства кораблей, иногда приходилось заготовлять в лесах, расположенных за десятки верст, и сплавлять по рекам до Казани. Бывших служилых татар, прикрепленных к Казанскому адмиралтейству, чаще всех употребляли именно на этих тяжелейших работах. В лесозаготовители отправляли мужчин от 15 до 60 лет. Они были вынуждены работать в лесах безвыездно в течение или целого года, или полугода. При наборе в лашманы на полгода из девяти крестьян брали одного пешего и одного лошадного, при наборе на год — из 25 крестьян одного лошадного и двух пеших.
Когда из-за лашманства отсутствовал глава семьи, то его хозяйство приходило в запустение. Крестьяне, уезжая на лесозаготовки, не могли сеять хлеб, заготовлять сено и дрова. Несмотря на такие лишения, царская администрация не освобождала лашманов от ежегодных подушных налогов. Да и за адский труд в лесах, за мучения крестьян в холодных шалашах и землянках правительство не платило ни одной копейки денег. Только начиная с 1757 года (под влиянием восстания Батырши) ввели смехотворную плату: лошадному крестьянину зимой — 8, летом 10 копеек, а пешему — 5 копеек за день, несмотря на времена года. И никто не учитывал то, что лашман-крестьянин вынужден был привозить с собой на лесозаготовки как инструмент, одежду и продукты для себя, так и фураж и амуницию для лошади. Под бревнами или от холода лашманы в лесах погибали сотнями. Цитата из книги Н. Калинина «Прошлое крестьян нашего края»: «Много калечились татары во время лашманских работ. Среди десяти человек восемь всегда становились инвалидами. Они тратили в три раза больше денег на заготовку леса, чем получали от казны за работу».